# Partij Nieuw Rechts
De Partij Nieuw Rechts, PNR, was van 1968 tot 1975 een kleine zeer rechtse politieke partij in Nederland. Het was een voortzetting van de Nieuw Democratische Partij (NDP, 1962-1968) en van de Stichting Nieuw Rechts. De oprichting vond plaats op 26 oktober 1968 in Utrecht.
Voorzitter en oprichter was Max Lewin (1919-2011) (zakenman en spion voor de DDR). Secretaris was aanvankelijk D. Scheps, later Joop Baank.
De bladen "Rechts-Om" (1968-1971) en "De Vrije Pers" (1971-1975) van Lewin functioneerden als partijblad.
In 1970 en 1974 nam de PNR deel aan gemeenteraadsverkiezingen in Amsterdam en Den Haag, zonder een zetel te behalen. In 1974 in Amsterdam kwam de groep hierbij in opspraak door pamfletten met de tekst "Amsterdam, van vreemde smetten vrij".
In de nacht van 13 op 14 februari 1975 probeerde Baank (secretaris en nummer 2 van de Amsterdamse lijst) met anderen een bomaanslag op het Amsterdamse metrostation Venserpolder te plegen, met de bedoeling dat (linkse) anti-metro-activisten de schuld zouden krijgen. Baank en Lewin werden gearresteerd, Baank is hiervoor tot een gevangenisstraf veroordeeld. Alhoewel Lewin op de hoogte was, werd hij niet veroordeeld, wel stopte hij hierna met zijn politieke activiteiten, hetgeen het einde van de partij betekende.